# Вчора (фільм)
«Вчора» (англ. Yesterday) — музична комедійна стрічка 2019 року режисера Денні Бойла. Фільм розповідає про музиканта-невдаху, який після аварії прокинувся в іншому світі, де не існували «The Beatles». Він дарує світу їхню музику, стає популярним, але це ставить під загрозу стосунки з дівчиною, подругою із дитинства яка завжди вірила в нього.

## У ролях
| Актор             | Роль                         |
| ----------------- | ---------------------------- |
| Хімеш Патель      | Джек Малік                   |
| Лілі Джеймс       | Еллі Епплтон                 |
| Кейт Маккінон     | Дебра Гаммер                 |
| Ед Ширан          | у ролі себе                  |
| Ана де Армас      | Роксанна                     |
| Ламорн Морріс     | начальник відділу маркетингу |
| Джоел Фрай        | Рокі                         |
| Софія Ді Мартіно  | Керол                        |
| Александр Арнольд | Гевін                        |
| Джеймс Корден     | у ролі себе                  |
| Елліза Чаппелл    | Люсі                         |
| Геррі Мітчелл     | Нік                          |
| Камілла Чен       | Венді                        |
| Карл Теоболд      | Террі                        |

## Створення фільму

### Виробництво
У травні 2018 року режисер Денні Бойл і сценарист Річард Кертіс повідомили про спільну роботу над музичною стрічкою. Зйомки фільму почались 21 квітня 2018 року і проходили на півночі Ессексу.

### Сюжет
У всьому світі трапився глобальний колапс — усюди відключилося на короткий час світло. Через цю подію звичайний невдаха Джек Малік потрапив під автобус і тільки дивом вижив, але утратив декілька зубів. Як би дивно це не звучало, але він ніби опинився в зовсім іншому світі. Тут ніхто й ніколи не чув про легендарних «Beatles». Хлопець, який ще вчора грав у переході й у жахливих пабах, тепер може грати їх музику як свою, вражаючи мільйони любителів музики по всьому світу. Джек завжди буде таким же щирим хлопцем, яким і був, але тепер він ще й знайде справжню популярність. Він дасть людям музику «Beatles».

### Касові збори в Україні
За перший уік-кенд фільм зібрав 1 424 439 гривень на 213 екранах, що дозволило йому зайняти 6-ту сохдинку у рейтингу. На другий тиждень прокату фільм зібрав ще 469 743 гривень, що загалом становить 2 471 836 грн..

### Знімальна група
- Кінорежисер — Денні Бойл
- Сценарист — Річард Кертіс, Джек Барт
- Кінопродюсер — Тім Біван, Ерік Феллер, Берні Беллев, Меттью Джеймс Вілкінсон
- Композитор — Деніел Пембертон
- Кінооператор — Крістофер Росс
- Кіномонтаж — Джон Гарріс
- Художник-постановник — Патрік Рофл
- Артдиректор — Софі Брайдгмен, Лорна Гоуліган
- Художник-декоратор — Кейті Косгров
- Художник-костюмер — Ліза Брейсі
- Підбір акторів —Кортні Брайт, Ніколь Деніелс, Гейл Стівенс[5]